# Baron (Magetan)
Baron is een bestuurslaag in het regentschap Magetan van de provincie Oost-Java, Indonesië. Baron telt 2931 inwoners (volkstelling 2010).